# Tremulant (musik)
En tremulant är en mekanism i piporglar som används för att bringa luftströmmen till ett eller flera av orgelns pipverk i svängning, vilket åstadkommer en vibratoliknande effekt. En stor orgel kan ha flera tremulanter för olika pipverk. Tremulanter började användas i Italien på 1500-talet.